# Carnival Inspiration
Carnival Inspiration è stata una nave da crociera della Carnival Cruise Lines.
Come le sue navi gemelle è stata ribattezzata nel 2007 con l'aggiunta del nome della società armatrice.
Il 5 agosto 2020 la nave è stata dismessa dalle operazioni e portata ad Aliağa, Turchia per la demolizione.

## Porto di armamento
- Long Beach, California

## Navi gemelle
- Carnival Fantasy
- Carnival Ecstasy
- Carnival Sensation
- Carnival Fascination
- Carnival Imagination
- Carnival Elation
- Carnival Paradise